# Gorno Melnitchani
Gorno Melnitchani (en macédonien Горно Мелничани) est un village du sud-ouest de la Macédoine du Nord, situé dans la municipalité de Tsentar Joupa. Le village ne comptait aucun habitant en 2002.